# Karl Hartmann (Wirtschaftswissenschaftler)
Karl Hartmann (* 7. Januar 1929; † 2. Juli 2016 in Berlin) war Hochschullehrer für Wirtschaftswissenschaften an der Parteihochschule „Karl Marx“ beim ZK der SED und Kandidat des Zentralkomitees der Sozialistischen Einheitspartei Deutschlands.

## Leben

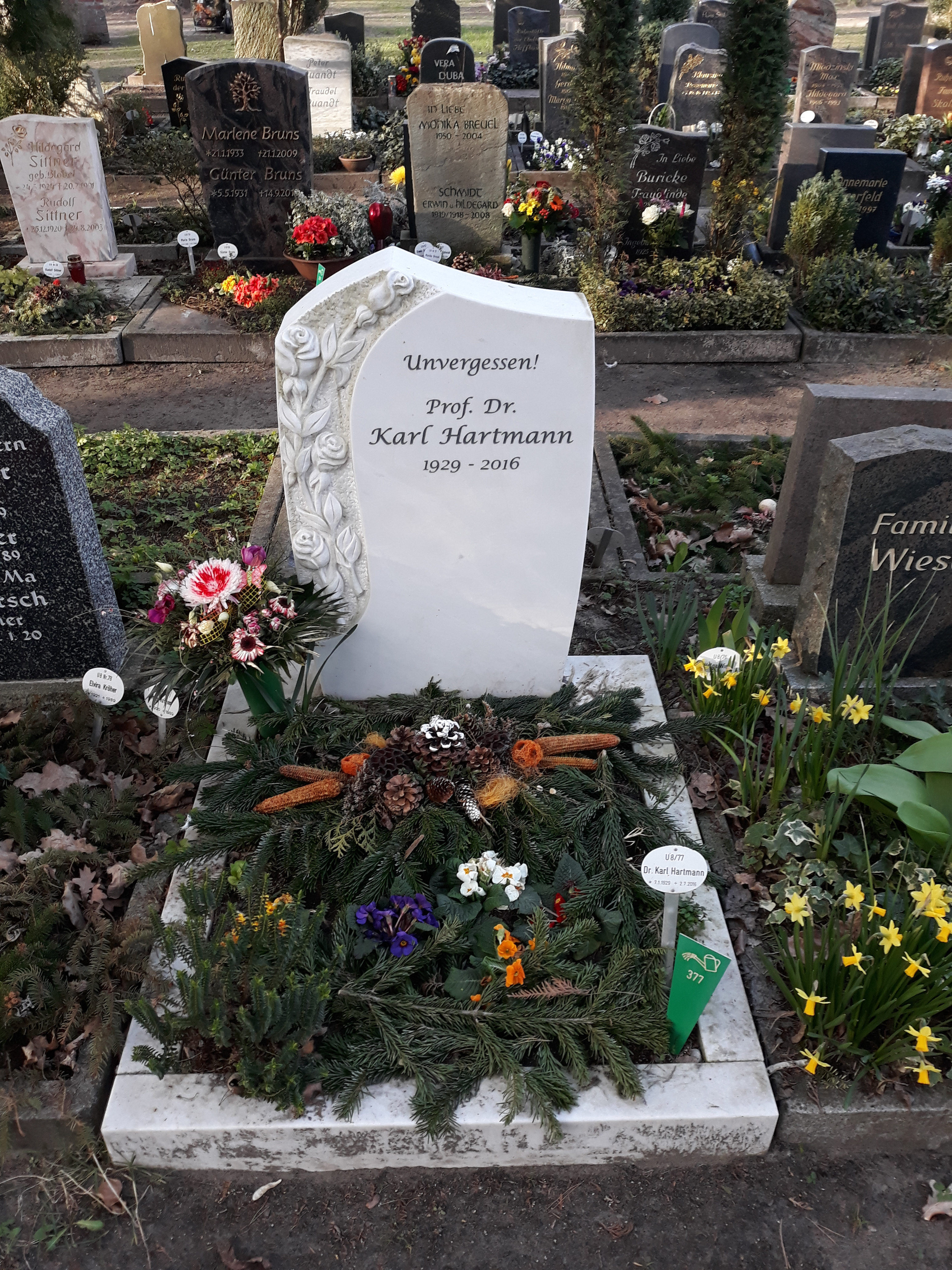
Grab auf dem Karlshorster und Neuen Friedrichsfelder Friedhof in Berlin

Karl Hartmann machte 1944 bis 1948 eine Lehre als Industriekaufmann und arbeitete im erlernten Beruf. 1948 bis 1950 machte er an der Arbeiter-und-Bauern-Fakultät das Abitur, studierte 1950 bis 1955 an der Hochschule für Ökonomie und schloss das Studium als Diplom-Wirtschaftler/Fachrichtung Industrieökonomik ab. Im Jahr 1949 wurde er Mitglied der SED. In den Jahren 1955 bis 1962 war er Assistent und später mit der Wahrnehmung einer Dozentur beauftragter Oberassistent und Prodekan der Industrieökonomischen Fakultät. 1960 wurde er zum Dr. rer. oec. promoviert.
Ab 1962 lehrte er an der Parteihochschule „Karl Marx“ beim ZK der SED, zunächst 1962 bis 1963 als Dozent und stellvertretender Direktor, 1963 bis 1984 als Leiter des Lehrstuhls Ökonomik der Industrie und ab 1966 als Ordentlicher Professor für Industrieökonomik. 1977 bis 1990 war er Direktor des Wissenschaftsbereiches Politische Ökonomie und Wirtschaftswissenschaften.
1981 erfolgte die Habilitation zum Dr. sc. oec., 1986 bis 1989 war er erster Stellvertreter des Rektors der Parteihochschule. Von 1986 bis 1989 war er Kandidat des ZK der SED. 1977 bis 1990 gehörte er als Mitglied dem Rat für die wirtschaftswissenschaftliche Forschung bei der Akademie der Wissenschaften der DDR an und war ab 1983 dort stellvertretender Vorsitzender. 1970 bis 1990 war er Vorstandsmitglied im wissenschaftlichen Rat für wissenschaftlich-technischen Fortschritt. 1963 bis 1990 wirkte er als Mitglied des Redaktionskollegiums der Zeitschrift „Wirtschaftswissenschaft“.
Am 30. Juni 1990 wurde die Parteihochschule geschlossen und alle Professoren entlassen. Karl Hartmann arbeitete 1991 bis 2006 als Lehrer und war Vorstandsmitglied bzw. 1. Vorsitzender einer Akademie für Fortbildung (e. V.). Hartmann war Mitglied im Verein Gesellschaft zum Schutz von Bürgerrecht und Menschenwürde e.V.
Hartmann starb im Alter von 87 Jahren. Er ist auf dem Karlshorster und Neuen Friedrichsfelder Friedhof bestattet.

## Auszeichnungen
- 1969 Vaterländischer Verdienstorden in Bronze, 1974 in Silber[4] und 1989 in Gold
- 1973 Ehrentitel Aktivist der sozialistischen Arbeit
- 1979 Nationalpreis der DDR III. Klasse für Wissenschaft und Forschung
- 1986 Orden Banner der Arbeit Stufe II im Kollektiv

## Veröffentlichungen
- „Gesundheit und medizinisch-industrieller Komplex“, verlag am park, Berlin 2014, ISBN 978-3-89793-207-4
- mit Herbert Meißner: Produktivkräfte und Produktionsverhältnisse in der Gegenwart. GNN-Verlag, Schkeuditz 2010, ISBN 978-3-89819-342-9.